# Cantó de Varennes-en-Argonne
El cantó de Varennes-en-Argonne és un cantó francès del departament del Mosa, situat al districte de Verdun. Té 12 municipis i el cap és Varennes-en-Argonne.

## Municipis
- Avocourt
- Baulny
- Boureuilles
- Charpentry
- Cheppy
- Esnes-en-Argonne
- Lachalade
- Malancourt
- Montblainville
- Varennes-en-Argonne
- Vauquois
- Véry

## Història
| Data d'elecció                           | Identitat                | Partit                     | Qualitat |
| ---------------------------------------- | ------------------------ | -------------------------- | -------- |
| 1945-1955                                | M. Boutaud               | Divers droite              |          |
| 1955-1961                                | M. Valiadis              | RGR                        |          |
| 1961-1978                                | Marcel Chevillot         | UNR, després UDR           |          |
| 1978-1983                                | Jérôme Jacquemin         |                            |          |
| 1983-1998                                | Yvon Victor              | Divers droite              |          |
| 1998-                                    | Jean-François Lamorlette | Divers droite, després UMP |          |
| les dades anteriors no són pas conegudes |                          |                            |          |
|                                          |                          |                            |          |

## Demografia
| A partir de 1990: Població sense dobles comptes |